# Tournières
Tournières är en kommun i departementet Calvados i regionen Normandie i norra Frankrike. Kommunen ligger i kantonen Balleroy som ligger i arrondissementet Bayeux. År 2022 hade Tournières 147 invånare.

## Befolkningsutveckling
Antalet invånare i kommunen Tournières
Referens:INSEE